# 2016 no cinema
Estão apresentados os resumos dos prémios de maior relevo, bem como as maiores bilheteiras de 2016 e os filmes com mais destaque lançados no ano.

## Maiores bilheterias de 2016
Os dez principais filmes lançados em 2016 por arrecadação mundial são os seguintes:
| Ranque | Título                                  | Distribuidor     | Bilheteria mundial |
| ------ | --------------------------------------- | ---------------- | ------------------ |
| 1      | Captain America: Civil War              | Disney           | US$ 1,153,296,293  |
| 2      | Rogue One: A Star Wars Story            | Disney           | US$ 1,056,057,273  |
| 3      | Finding Dory                            | Disney           | US$ 1,028,570,889  |
| 4      | Zootopia                                | Disney           | US$ 1,023,784,195  |
| 5      | The Jungle Book                         | Disney           | US$ 966,550,600    |
| 6      | The Secret Life of Pets                 | Universal        | US$ 875,457,937    |
| 7      | Batman v Superman: Dawn of Justice      | Warner Bros.     | US$ 873,634,919    |
| 8      | Fantastic Beasts and Where to Find Them | Warner Bros.     | US$ 814,037,575    |
| 9      | Deadpool                                | 20th Century Fox | US$ 782,612,155    |
| 10     | Suicide Squad                           | Warner Bros.     | US$ 746,846,894    |

## Premiações
- Prêmios Globo de Ouro de 2016
- Oscar 2016
- BAFTA 2016
- Critics' Choice Awards de 2016

### Globos de Ouro (EUA)
Prémios entregues a 10 de janeiro: 
- Melhor Filme (Drama) - The Revenant: O Renascido
- Melhor Filme (Comédia/Musical) - Perdido em Marte
- Melhor Atriz Principal (Drama) - Brie Larson (em Quarto)
- Melhor Ator Principal (Drama) - Leonardo DiCaprio (em The Revenant: O Renascido)
- Melhor Atriz Principal (Comédia/Musical) - Jennifer Lawrence (em Joy)
- Melhor Ator Principal (Comédia/Musical) - Matt Damon (em Perdido em Marte)
- Melhor Atriz Secundária - Kate Winslet (em Steve Jobs)
- Melhor Ator Secundário - Sylvester Stallone (em Creed: O Legado de Rocky)
- Melhor Realizador - Alejandro González Iñárritu (em The Revenant: O Renascido)
- Melhor Argumento - Aaron Sorkin (em Steve Jobs)
- Melhor Filme de Animação - Divertida-mente (Inside Out) (Pete Docter, Jonas Rivera)
- Melhor Filme em Língua-estrangeira - Saul fia (László Nemes)
- Melhor Banda Sonora - The Hateful Eight (Ennio Morricone)
- Melhor Canção Original - Writing's on the Wall (em 007 Spectre) - Jimmy Napes e Sam Smith

### Festival de Berlim
Prémios entregues entre 9 e 19 de fevereiro: 
- Urso de Ouro - Fuocoammare (Gianfranco Rosi)
- Urso de Ouro (Prémio Honorário) - Michael Ballhaus
- Urso de Prata (Grande Prémio do Júri) - Morte em Sarajevo (Danis Tanović)
- Urso de Prata (Prémio Alfred Bauer) - Hele Sa Hiwagang Hapis (Lav Diaz)
- Urso de Prata (Melhor Realizador) - Mia Hansen-Løve (L' avenir)
- Urso de Prata (Melhor Atriz) - Trine Dyrholm (em Kollektivet)
- Urso de Prata (Melhor Ator) - Majd Mastoura (em Inhebbek Hedi)
- Urso de Prata (Melhor Argumento) - Tomasz Wasilewski (Zjednoczone stany miłości)

### Óscar
Cerimónia ocorrida a 28 de fevereiro: 
- Melhor Filme - O Caso Spotlight
- Melhor Realizador - Alejandro González Iñárritu (em The Revenant: O Renascido)
- Melhor Ator Principal - Leonardo DiCaprio (em The Revenant: O Renascido)
- Melhor Atriz Principal - Brie Larson (em Quarto)
- Melhor Ator Secundário - Mark Rylance (em Bridge of Spies)
- Melhor Atriz Secundária - Alicia Vikander (em A Rapariga Dinamarquesa)
- Melhor Argumento Original - O Caso Spotlight (Thomas McCarthy, Josh Singer)
- Melhor Argumento Adaptado - A Queda de Wall Street (Adam McKay, Charles Randolph)
- Melhor Filme em Língua-estrangeira - Saul fia (László Nemes)
- Melhor Filme de Animação - Divertida-mente (Inside Out) (Pete Docter, Jonas Rivera)
- Melhor Documentário de Longa-Metragem - Amy
- Melhor Documentário de Curta-Metragem - A Girl in the River: The Price of Forgiveness
- Melhor Curta-Metragem - Stutterer
- Melhor Animação em Curta-Metragem - Historia de un oso
- Melhor Banda Sonora - The Hateful Eight (Ennio Morricone)
- Melhor Canção Original - Writing's on the Wall (em 007 Spectre) - Jimmy Napes e Sam Smith
- Melhor Edição de Som - Mad Max: Estrada da Fúria
- Melhor Direção de Arte - Mad Max: Estrada da Fúria
- Melhor Fotografia - The Revenant: O Renascido (Emmanuel Lubezki)
- Melhor Caracterização - Mad Max: Estrada da Fúria
- Melhor Guarda-Roupa - Mad Max: Estrada da Fúria (Jenny Beavan)
- Melhor Montagem - Mad Max: Estrada da Fúria (Margaret Sixel)
- Melhores Efeitos Visuais - Ex Machina

### Fantasporto
26 de fevereiro a 5 de março: 
- Grande Prémio Fantasporto - The Lure (de Agnieszka Smoczynska)
- Prémio Especial do Juri - Queen of Spades: the Dark Rite (de Svyatoslav Pogdayevskiy)
- Melhor Realização - The Lure (de Agnieszka Smoczynska)
- Melhor Ator - Ken’ichi Matsuyama (em Chasuke’s Journey)
- Melhor Atriz - Laura de Bóer (em Cord Pablo González)
- Melhor Argumento - Chasuke’s Journey – Sabu
- Melhores Efeitos Especiais - The Lure (de Agnieszka Smoczynska)
- Menção do Juri Internacional - Cord (de Pablo González)

### MTV Movie Awards
Prémios entregues a 9 de abril: 
- Melhor Filme - Star Wars: O Despertar da Força
- Melhor Performance Masculina - Leonardo DiCaprio (em The Revenant)
- Melhor Performance Feminina - Charlize Theron (em Mad Max: Estrada da Fúria)
- Melhor Performance Revelação - Daisy Ridley (em Star Wars: O Despertar da Força)
- Melhor Filme baseado em história real - Straight Outta Compton
- Melhor Documentário - Amy
- Melhor Performance Cómica - Ryan Reynolds (em Deadpool)
- Melhor Luta - Ryan Reynolds contra  Ed Skrein (em Deadpool)
- Melhor Beijo - Rebel Wilson e Adam DeVine (em Um Ritmo Perfeito 2)
- Melhor Vilão - Adam Driver (em Star Wars: O Despertar da Força)
- Melhor Performance de Ação - Chris Pratt (em Jurassic World)
- Melhor Performance Virtual - Amy Poehler (em Divertida-mente (Inside Out))
- Melhor Elenco - Pitch Perfect 2
- Melhor Herói - Jennifer Lawrence (em The Hunger Games: Mockingjay – Part 2)

### Festival de Cannes
De 11 a 22 de maio: 
- Palma de Ouro - I, Daniel Blake (de Ken Loach)
- Grande Prémio - It's Only the End of the World (de Xavier Dolan)
- Prémio do Juri - American Honey (de Andrea Arnold)
- Melhor Realizador (ex æquo):
  - Cristian Mungiu (Bacalaureat Graduation)
  - Olivier Assayas (Personal Shopper)
- Melhor Atriz - Jaclyn Jose (em Ma'Rosa)
- Melhor Ator - Shahab Hosseini (em Forushande)
- Menção Honrosa do Júri - A Moça que Dançou com o Diabo (de João Paulo Miranda Maria)
- Câmera de Ouro - Divines (de Houda Benyamina)

### Festival Internacional de Veneza
Prémios entregues a 9 de setembro: 
- Leão de Ouro (Melhor Filme) - The Woman Who Left (de Lav Diaz)[9]
- Leão de Prata (Grande Prémio do Juri) - Nocturnal Animals (de Tom Ford)
- Leão de Prata (Melhor Realizador) ex-æquo:
  - Andrei Konchalovsky (Paradise)
  - Amat Escalante (Paradise)
- Coppa Volpi (Melhor Atriz) - Emma Stone (em La La Land)
- Coppa Volpi (Melhor Ator) - Oscar Martínez (em El ciudadano ilustre)
- Melhor Argumento - Noah Oppenheim (para Jackie)
- Prémio Especial do Juri - The Bad Batch (de Ana Lily Amirpour)
- Prémio Marcello Mastroianni (Melhor Atriz) - Paula Beer (em Frantz)
- Prémio Orizzonti (Melhor Filme) - Liberami (de Federica Di Giacomo)
- Prémio Orizzonti (Melhor Realizador) - Fien Troch (Home)
- Prémio Orizzonti (Especial do Juri) - Koca Dünya (de Reha Erdem)
- Prémio Orizzonti (Melhor Atriz) - Ruth Díazin (em Tarde para la ira)
- Prémio Orizzonti (Melhor Ator) - Nuno Lopes (em São Jorge)[10]
- Prémio Orizzonti (Melhor Argumento) - Ku Qjan (Bitter Honey) (de Wang Bing)
- Prémio Orizzonti (Melhor Curta-Metragem) - La Voz Perdida (de Marcelo Martinessi)